# Liber graduum
Księga stopni (po syryjsku: ܟܬܒܐ ܕܡܣ̈ܩܬܐ, Kṯāḇâ ḏ-Masqāṯâ, lt. Liber Graduum) jest anonimowym zbiorem 30 rozważań (mêmrê, ܡܐܡ̈ܖܐ) oraz wstępu (mamlla) syryjskiego autora dotyczących życia ascetycznego i stopni (syr. masqāṯâ) na drodze do niebiańskiego miasta Chrystusa. Mihály Kmoskó wydał wersję krytyczną w 1926 nadając jej tytuł łaciński Liber Graduum. Dokładna data powstania tego dzieła nie jest znana, lecz szacuje się ją pomiędzy połową IV w., a rokiem 430. Miejsce powstania można określić na podstawie informacji zawartych w Rozważaniu trzydziestym, gdzie autor zwraca się do swojej wspólnoty chrześcijańskiej niedaleko rzeki Mały Zab (obecnie w Iraku) w czasie panowania Perskiego.

## Forma i treść
Tekst zawiera wiele agrafa, czyli słów Jezusa nie zapisanych w ewangeliach kanonicznych. Rozważania nie posiadają jednolitej formy ani długości: część jest rozbudowaną egzegezą Pisma, kazaniem, rozważaniem. Tym co jednoczy całość dzieła jest temat życia ascetycznego. Pierwsza część rozważań dotyczy rozróżnienia między chrześcijanami na dwie grupy. Pierwsza jest grupą Doskonałych (ܓܡܝ̈ܖܐ, gmîrê), którzy przestrzegają bardziej rygorystycznych Większych przykazań. Druga grupa nazywa się grupą Sprawiedliwych, lub Prawych (ܟܐ̈ܢܐ, kênê), którzy są jedynie zobowiązani do przestrzegania Mniejszych przykazań, mniej doskonałych (stosuje się tutaj rozróżnienie z Listu do Hebrajczyków na duchowe mleko oraz pokarm stały). Te mniejsze przykazania są wywiedzione z tzw. Złotej reguły i dotyczą życia poświęconego praktykowaniu miłości wobec innych. Bardziej doskonały sposób życia zakłada wyrzeczenie się życia rodzinnego oraz własności, aby być ochrzczonym w ogniu i Duchu Świętym.
Podobne rozróżnienie wewnątrz wspólnoty istniało w manicheizmie. Według niektórych uczonych (włącznie z Kmoskó, redaktorem pierwszego krytycznego wydania tekstu oraz I. Hausherr) nauczanie Księgi stopni nosi znamiona mesalianizmu, ruchu ascetycznego rozwijającego się w połowie IV w. głównie na terenie Azji Mniejszej i Syrii. Jednakże Brock udowodnił, że Liber graduum zwraca uwagę na strukturę widzialną kościoła (szczególnie w Rozważaniu dwunastym), przez co nie może być utożsamiany z poglądami mesalian. Rozważania ascetyczne współbrzmią natomiast z przedmonastycznym syryjskim ruchem Synów przymierza.
Tytuły trzydziestu rozdziałów, czy rozważań, są następujące:
1. O rozróżnieniu między Większymi przykazaniami dla doskonałych, oraz Mniejszymi przykazaniami dla sprawiedliwych.
2. O tych, co chcą być doskonali.
3. O posłudze fizycznej i duchowej.
4. O warzywach dla chorych.
5. O mleku dla dzieci.
6. O osobach które zostają doskonałymi i kontynuują wzrastanie.
7. O przykazaniach dla sprawiedliwych.
8. O osobie która daje wszystko, co ma biednym do jedzenia.
9. O sprawiedliwości i miłości sprawiedliwego i o prorokach.
10. O zysku jaki mamy gdy znosimy zło czyniąc dobrze; o poszczeniu i umartwieniu ciała i ducha.
11. O słuchaniu Pisma i gdy czytane jest Prawo.
12. O posłudze ukrytego i objawionego kościoła.
13. O sposobie życia sprawiedliwych.
14. O sprawiedliwym i doskonałym.
15. O skłonności do małżeństwa u Adama.
16. O tym jak osoba wzrasta gdy przyjmuje Większe przykazania.
17. O cierpieniach naszego Pana, przez które dał nam przykład.
18. O łzach modlitwy.
19. O rozróżnieniu cech drogi doskonałości.
20. O trudnych krokach na drodze.
21. O Drzewie Adama.
22. O sądach przez które czyniący je nie są zbawieni.
23. O Szatanie, Faraonie i Dzieciach Izraela.
24. O skrusze.
25. O głosie Boga i Szatana.
26. O drugim prawie, które Pan dał Adamowi.
27. O sprawie złodzieja który był zbawiony.
28. O ludzkiej duszy, która nie jest krwią.
29. O zapanowywaniu nad ciałem.
30. O przykazaniach wiary i miłości samotnych.

### Teksty źródłowe
- Mihály Kmoskó: Patrologia syriaca = Malfanuta da-abahata Suryaye t.3. Paryż: Firmin-Didot, 1926. Brak numerów stron w książce
- R.A. Kitchen, Parmentier M.F.G.: The Book of Steps: The Syriac Liber Graduum. Kalamazoo, Michigan, USA: Cistercian, 2004, seria: Cistercian Studies 196. Brak numerów stron w książce

### Opracowania
- Situation et signification du «Liber Graduum» dans la spiritualité syriaque. W: Antoine Guillaumont: Symposium Syriacum 1972. Rome: Pontificalum Institutum Orientalium Studiorum, 1974, s. 311–325, seria: Orientalia Christiana analecta 197. (fr.).
- The Book of Steps. W: Sebastian P Brock: The Syriac Fathers on Prayer and the Spiritual Life. Kalamazoo, Michigan, USA: Cistercian, 1987, s. 42–61, seria: Cistercian studies series 101. ISBN 0-87907-901-0.
- Sebastian P Brock: A Brief Outline of Syriac Literature. Baker Hill, Kottayam, Kerala: St Ephrem Ecumenical Research Institute, 1997, s. 28–30, seria: Mōrān ’Eth’ō 9.
- Aleksander Kowalski: Perfezione e giustizia di Adamo nel Liber graduum. Roma: Pontificium Institutum Orientale, 1989, seria: Orientalia christiana analecta 232. Brak numerów stron w książce
- Robert Murray: Symbols of Church and Kingdom: A Study in Early Syriac tradition. Piscataway, New Jersey, USA: Gorgias, 2004. ISBN 1-59333-150-9. Brak numerów stron w książce
- R.A. Kitchen: Book of Steps. W: Gorgias Encyclopedic Dictionary of The Syriac Heritage. Piscataway: Beth Mardutho: The Syriac Institute, Gorgias Press, 2011, s. 85-86. ISBN 978-1-59333-714-8.